# Irano-Américains
Les Irano-Américains sont les Américains d'origine iranienne. Bien qu'une très petite partie de la diaspora iranienne se soient installée aux États-Unis jusque dans les années 1930, on assista à une forte immigration depuis la révolution iranienne de 1979.
Selon l'American Community Survey, pour la période 2011-2015, 465 254 personnes se déclarent d'ascendance iranienne, soit près de 0,15 % de la population.

## Démographie
La communauté iranienne aux États-Unis est la plus nombreuse se trouvant hors d'Iran. Selon le recensement américain de 2000, il y avait 283 225 personnes nées en Iran qui vivaient aux États-Unis, dont 115 000 dans la région métropolitaine de Los Angeles, surnommée « Tehrangeles » ou « Irangeles » ou son quartier iranien « Little Persia », 27 000 dans la région de San Francisco, 22 000 dans la région de New York et 20 000 dans la région de Washington, D.C.. La Californie est l'État qui comprend la majorité des immigrés iraniens aux États-Unis, totalisant 56 % du total. L'État de New York suit avec 6 %, le Texas 5,5 %, la Virginie 3,8 % et le Maryland 3,4 %. 
En incluant les personnes nées aux États-Unis et se reconnaissant d'origine iranienne, le nombre total d'Irano-Américains atteignait 338 000 personnes en 2000, mais une étude de la prestigieuse MIT en 2004 a avancé le chiffre de 691 000 individus.
Malgré ces études quantitatives Trita Parsi, président du NIAC (Conseil national irano-américain) affirme en arguant de nombreux défauts dans la technique de sondage de l'US Census de 2000 que cette diaspora dépasserait le million de membres.
En 2015, 368 998 personnes déclarent être nées en Iran (en sont exclues les personnes nées américaines en Iran), soit 80 % de la population irano-américaine.

## Société
La diaspora iranienne aux États-Unis présente de nombreuses institutions et sièges politiques représentant à la fois la communauté dans le système politique américain et une force transnationale ayant une influence sur l'Iran.
Le prince héritier Reza Pahlavi II, fils ainé du Shah d'Iran habite Washington et souhaite organiser les réseaux de la diaspora afin d'avoir une incidence politique sur la République islamique. Le livre qu'il publia en 2009 à la suite de l'entretien qu'il eut avec Michel Taubmann, "l'Iran: L'heure du choix" est de cette manière explicite sur les objectifs de changement de régime qu'il envisage pour l'Iran.
Une étude du MIT a montré que les Iraniens représentent l'ethnie qui fait le plus d'études aux États-Unis avec 30 % possédant une maîtrise, ce qui en fait l'ethnie avec le plus grand pourcentage ayant un master. Selon une autre étude effectuée par le MIT, les scientifiques et ingénieurs iraniens possèdent ou contrôlent des actifs de près de 880 milliards USD.
La Small Business Administration (SBA) affirme que les immigrés iraniens aux États-Unis se classaient dans les 20 premiers groupes d’immigrants en termes de propriété de sociétés, et contribuaient de manière significative à l’économie américaine. Selon ce rapport, il y a 33 570 immigrés iraniens qui sont propriétaires de sociétés aux États-Unis, ce qui représente 21,5 % de la population active immigrée d’Iran. Cette étude a également conclu que les revenus générés par des sociétés détenues par des Iraniens ont totalisé 2,5 milliards de dollars américains.
Un Irano-Américain sur trois a un revenu annuel supérieur à 100 000 USD, comparé à la moyenne nationale de 1 Américain sur 5.
Aux États-Unis, les Iraniens sont à 70 % musulmans Chiites, 25 % chrétiens, et 5 % autres (dont les zoroastriens).